# Wolne Kościoły w Austrii
Wolne Kościoły w Austrii (niem. Freikirchen in Österreich) – uznana w 2013 r. przez państwo wspólnota religijna w Austrii, będąca unią pięciu wolnych kościołów protestanckich. Grupy wyznaniowe w niej skupione praktykują chrzest wiary, udzielany osobom świadomym tego aktu.
Denominacja ta liczy ok. 20 000 wiernych w ok. 160 zborach. Według kardynała Christopha Schönborna, który poparł jej uznanie przez państwo, Wolne Kościoły w Austrii są najszybciej rozwijającą się grupą wśród tamtejszych chrześcijan.

## Skład
Wolne Kościoły w Austrii powstały jako związek następujących wspólnot protestanckich: 
- Związku Zborów Baptystycznych (2,2 tys. ochrzczonych członków[2])
- Związku Zborów Ewangelikalnych
- Wolnej Wspólnoty Chrześcijańskiej (zielonoświątkowej – ponad 10 tys. wiernych[3])
- Zborów Chrześcijańskich "Drzewo Oliwne"
- Wolnego Kościoła Mennonickiego Austrii